# Апен (Доња Саксонија)
Апен (њем. Apen) град је у њемачкој савезној држави Доња Саксонија. Једно је од 6 општинских средишта округа Амерланд. Према процјени из 2010. у граду је живјело 11.021 становника. Посједује регионалну шифру (AGS) 3451001, NUTS (DE946) и LOCODE (DE APE) код.

## Географија
Апен се налази у савезној држави Доња Саксонија у округу Амерланд. Град се налази на надморској висини од 3 метра. Површина општине износи 76,8 km². У самом граду је, према процјени из 2010. године, живјео 11.021 становник. Просјечна густина становништва износи 143 становника/km².

## Међународна сарадња
| Мјесто    | Држава    | Врста сарадње | Од    |
| --------- | --------- | ------------- | ----- |
| Ниувешанс | Холандија | партнерство   | 1974. |
| Извор     |           |               |       |